# Kalela
La danse kalela est une danse traditionnelle de Zambie, pratiquée dans la province de Luapula. Apparue pendant l'époque coloniale, elle est représentée en diverses occasion. En 2022, elle intègre la liste représentative du patrimoine culturel immatériel de l'humanité. 

## Description
Née à l'époque coloniale, la danse kalela est pratiquée par des mineurs en Zambie, à l'occasion de cérémonies et dans un but de divertissement. Les danseurs forment deux ou trois lignes, au son de trois tambours, qui accompagnent des chanteurs. La danse est transmise de manière informelle aux jeunes générations, et parfois de manière formelle par des cours. 
Les danseurs effectuent des rotations des hanches. L'habillement est très soigné. D'après une description de 1996, faite dans la cité minière de Luanshya, le "roi" est élu par les autres danseurs, est l'organisateur de la danse. Le meneur de la danse, un autre membre, monte la chorégraphie et compose les chants, en écrit les paroles. Le kalela est la plus populaire des danses dans la cité minière décrite. La langue des chants est le Bemba. Le kalela a pour origine le mbeni, une autre danse. D'après un informateur, cette dernière parodie la société européenne telle que perçue en Zambie à l'époque : très hiérarchisée, construite sur les grades militaires et les costumes les indiquant. Une hypothèse est que le mbeni est une satire, en revanche, ce n'est pas le cas du kalela. Nommé akalela en langue locale, le kalela met en scène des comportements modernes comme celui de répondre au téléphone. 
En 2022, le kalela intègre la liste représentative du patrimoine culturel immatériel.